# Фицрой, Роберт
Роберт Фицрой (Фиц-Рой, Фитц-Рой; англ. Robert FitzRoy; 5 июля 1805 — 30 апреля 1865) — офицер военно-морского флота Великобритании, метеоролог, командир экспедиции корабля «Бигль» (в которой принимал участие Чарльз Дарвин), генерал-губернатор Новой Зеландии, основатель и руководитель Метеорологического департамента.
Член Лондонского королевского общества (1851), член-корреспондент Парижской академии наук (1863).

## Ранние годы
Роберт Фицрой родился 5 июля 1805 года в родовом поместье Графтонов Эмптон-Холле (графство Саффолк). Со стороны отца — прямой потомок короля Англии Карла II (по внебрачной линии), внук 3-го герцога Графтона. По материнской линии (мать Френсис Энн Стюарт) — внук 1-го маркиза Лондондерри.
В феврале 1818 года Роберт Фицрой поступил в Королевское военно-морское училище в Портсмуте. В 1819 году начал службу на флоте, сначала гардемарином на корабле «Оуэн Глендоуэр», затем мичманом на кораблях «Хайнд» и «Фетида». В чине лейтенанта служил на флагманском корабле адмирала Отуэя «Ганг». В октябре 1828 года был назначен капитаном «Бигля», 235-тонного корабля гидрографической экспедиции Филлипа Паркера Кинга, которая занималась съёмкой южного побережья Южной Америки.

## Капитан «Бигля»
Экипажу «Бигля», отделившись от корабля руководителя экспедиции «Адвенчур», предстояло продолжить исследование западной части побережья. Съёмка побережья происходила в сложных климатических условиях. Дожди, шквалы и шторма были постоянными спутниками «Бигля». Неприветливый пустынный берег, населённый недружелюбно настроенными огнеземельцами, довершал эту картину. Постоянная сырость и недостаток витаминов вызывали среди экипажа цингу и ревматизм. Предшественник Фицроя, капитан Стокс, не выдержав сложных условий плавания, покончил жизнь самоубийством. Однако молодой двадцатитрёхлетний капитан гидрографического корабля в сложных штормовых условиях сумел показать себя решительным и волевым командиром, успешно справился со сложным заданием.
Во время этого своего первого самостоятельного плаванья молодой офицер совершил характерный для него поступок. Желая привести местное население к цивилизации и улучшить их нравы, Фицрой взял четырёх аборигенов на борт своего корабля. Предполагалось, что после обучения в Англии они вернутся на родину. По мнению Фицроя обучение в Англии поднимет культурный уровень туземцев, приучит их к цивилизации. В дальнейшем путешественников в этих краях будут встречать не дикари, склонные к воровству, а вполне цивилизованные люди, которые при необходимости смогут оказать помощь, поставить продовольствие.
В начале осени 1830 года экспедиция вернулась в Англию. Капитан Кинг по окончании плавания подал в отставку. На должность руководителя следующей экспедиции он рекомендовал Фицроя, дав ему самые лучшие рекомендации. Однако адмиралтейство отказалось от дальнейших планов проводить съёмку побережья Огненной Земли.
Привезённые Фицроем огнеземельцы оказались на его попечении, адмиралтейство обещало поддержку его планам. Помогло и миссионерское общество. В сельской местности, в Вольтемстоу они обучались в приходской школе, им были даны некоторые навыки в земледелии. К несчастью один из них заболел оспой и вскоре умер. Остальные чувствовали себя неплохо и, как казалось, вполне освоились в непривычной для себя обстановке. Вместе с ними на Огненную Землю должен был отправиться и миссионер, который должен был основать миссию.
Отказ адмиралтейства от планов дальнейших гидрографических исследований ставил Фицроя в затруднительное положение. Огнеземельцы оставались в Англии, а Фицрой обещал им возвращение на родину. Поэтому он вынужден был взять отпуск, и готовился вернуть своих подопечных за свой счёт. Для этого им за 1000 фунтов было нанято судно. Однако, не без помощи влиятельных родственников, мнение лордов адмиралтейства изменилось, и Фицрой, уже в звании капитана 3-го ранга, вновь начал готовить «Бигль» к экспедиции. Одной из инициатив Фицроя была идея пригласить в экспедицию натуралиста. По рекомендации профессора ботаники Генслоу им оказался недавно окончивший Кембриджский университет Чарльз Дарвин.

## Кругосветное плавание «Бигля»
4 июля 1831 года «Бигль» был вновь отдан под командование Роберта Фицроя, и на нём началась подготовка к плаванию, которое согласно заданию адмиралтейства, было кругосветным. Задачи, стоящие перед экипажем «Бигля», существенно расширились. Согласно меморандуму главного гидрографа адмиралтейства капитана Бофорта, кроме съёмки побережья Южной Америки необходимо было определить долготы ряда мест вокруг всего земного шара. Картографическая съёмка должна начаться к югу от Ла-Платы, затем продолжить описание Магелланова пролива и Огненной Земли. При этом необходимо подробно исследовать реку Рио-Негро и Фолклендские острова. Далее следовало пойти вдоль тихоокеанского побережья как можно дальше на север. Затем в месте, где будет завершена съёмка, нужно пересечь Тихий Океан. При этом желательно зайти на Галапагосские острова и Таити, а также посетить ряд мест в районе пролива Торреса и Ост-Индии. На всю экспедицию отводилось два года. На деле, оказалось — почти пять лет.
Для скорейшей выполнения съёмки протяжённого побережья Патагонии, в Монтевидео Фицрой нанял сроком на восемь месяцев две небольшие шхуны (9 и 15 тонн). Вскоре обе шхуны под командованием лейтенанта Джона Викема и штурмана Джона Стокса приступили к выполнению задачи. В отличие от Кинга Фицрой не счёл необходимым запрашивать на это разрешение из Лондона: время, потраченное на переписку, заняло бы месяцы, было бы потеряно драгоценное время. Он известил об этом адмиралтейство задним числом, подчеркнув, что если его действия не будут одобрены, то он «в состоянии заплатить и охотно заплатит» необходимую сумму. Ответом было обвинение в нарушении инструкций и требование немедленно разорвать контракт, как только к тому представится удобный случай. Контракт Фицрой не разорвал.
Потребность во вспомогательной шхуне (такая была в составе более внушительной экспедиции капитана Кинга) была вызвана большим объёмом работ, а также удалённостью объектов исследования от портов. Поход за пополнением запасов в ближайший порт занимал месяцы. Поэтому на Фолклендах Фицрой за свои деньги (6000 долларов) купил 70-тонную зверобойную шхуну «Юникорн», переименованную вскоре в «Адвенчур». На этот раз Фицрой не поставил адмиралтейство в известность. Поэтому все расходы на приобретение и содержание шхуны нёс сам руководитель экспедиции. Впоследствии из-за невозможности содержать шхуну её пришлось продать.
27 ноября 1832 года «Бигль» вышел из Монтевидео и направился к мысу Горн, где предстояло высадить огнеземельцев и основать христианскую миссию. У мыса Горн «Бигль» попал в жестокий шторм и оказался одним из немногих судов, кто смог его пережить.

### Неудача с миссией
Огнеземельцы были высажены на берегу залива Нассау. Здесь же, в местечке под названием Вуллия приступили к строительству миссии. Аборигены сначала проявляли вполне дружелюбное любопытство, потом их поведение стало более агрессивным и бесцеремонным. Миссия через недолгое время оказалась заброшенной, а «цивилизованные» огнеземельцы никак не повлияли на своих собратьев и вскоре вернулись к привычной для них жизни. Не удалось насадить и культурные растения, привезённые из Англии, так как их посевы были вытоптаны туземцами, а все предметы, которые привлекли внимание дикарей, разворованы. Миссионер Ричард Метьюз в таких условиях не мог надеяться добиться успеха и, пока на время, отложил свои миссионерские планы. Надежда возлагалась на то, что оставшиеся огнеземельцы со временем повлияют на своих собратьев. Напрасная надежда. Вернувшись через год, путешественники не встретили особых изменений в поведении туземцев, хотя единственный оставшийся в этих краях «английский» огнеземелец (Фицрой назвал его Джемми Баттон) не забыл своих друзей и не превратился вновь в дикаря. Он обзавёлся семьёй, с которой жил отдельно от своих сородичей, и не желал больше покидать свою родину. Идея с миссией и цивилизацией огнеземельцев провалилась.

### В Тихом океане
Проведя исследование архипелага Огненной Земли и Фолклендских островов, экспедиция, следуя инструкции, направилась на север вдоль тихоокеанского побережья Южной Америки. Тяжесть личных расходов на «Адвенчур» и невозможность его содержать вынудили Фицроя его продать (октябрь 1834 года). Лишившись вспомогательной шхуны, экспедиция теряла большие возможности в исследовании побережья. В своём дневнике Дарвин писал: «Последние два месяца капитан Фицрой работал сверх сил, причём ему всё время мешали. Продажа шхуны и связанные с этим неприятности, холодность адмиралтейства и тысячи других досадных мелочей привели к тяжёлой нервной депрессии». Фицрой на время сложил с себя полномочия руководителя экспедиции, передав руководство лейтенанту Викему.
Летом и осенью шла съёмка в районе острова Чилоэ у побережья Чили. В феврале 1835 года «Бигль» покинул этот район и прибыл в порт Вальдивия. В это время произошло сильное землетрясение, разрушившее почти полностью Консепсьон. Произошедшее смещение земных пластов привело к изменению океанских течений, в результате чего разбился на скалах корабль британского флота «Челленджер», которым командовал друг Фицроя Майкл Сеймур. Фицрой лично принял меры для спасения его экипажа, настойчиво добиваясь от местных английских властей, не спешащих выполнять свои обязанности, решительных действий. В конце концов, он предложил командиру морской базы коммодору Мейсону свои услуги и сам, оставив на время «Бигль», на другом судне отправился на выручку морякам.
Летом 1835 года экспедиция работала у перуанского побережья и здесь закончила свою программу исследований южноамериканского материка. В начале сентября «Бигль» покинул берега Южной Америки и направился к Галапагосским островам. С 15 сентября до 20 октября экспедиция занималась здесь картографическими съёмками.
После Галапагосских островов корабль направился на Таити. Здесь Фицрою пришлось выполнить дипломатическое поручение коммодора Мейсона и взыскать с таитян долг в 2853 доллара в качестве компенсации за убийство на островах английских офицеров. Фицрой вёл переговоры деликатно и твёрдо, с уважением обращаясь к совету вождей, и ему удалось добиться положительного решения этого вопроса. Когда островитяне выдвинули встречный иск, всего в 390 долларов, он признал его (чем поступил против обычая английский властей). После переговоров островные вожди задали ему ряд вопросов, касающихся правовых отношений. Многие из ответов английского офицера тут же были приняты в качестве островных законов. Пробыв на Таити десять дней (с 15 по 25 ноября), «Бигль» отбыл в направлении Новой Зеландии.
Под Рождество 1835 года экспедиция достигла Новой Зеландии. В этот приход Фицрой сблизился с новозеландскими миссионерами. За десять дней пребывания в Новой Зеландии он успел основательно познакомиться с положением дел. Во многом это знакомство предопределило его действия в качестве новозеландского губернатора через семь лет.
Далее путь экспедиции пролегал через Сидней, Тасманию, Кокосовые острова в Индийском океане, остров Маврикий, Кейптаун в Южной Африке. В Атлантическом океане «Бигль» посетил остров Святой Елены, остров Вознесения и, пересекши океан, вновь достиг берегов Южной Америки.
2 октября 1836 года «Бигль» прибыл в Фалмут. Экспедиция была завершена.

## В Англии
Успехи экспедиции привлекли внимание самой широкой общественности. Результаты пятилетних исследований получили высокую оценку. Фицрою была вручена золотая медаль королевского общества. По результатам исследований для судов находящихся в плавании у берегов Южной Америки им была составлена «Навигационная инструкция». Сам руководитель экспедиции занялся подготовкой к изданию книги о плавании «Бигля». В 1839 году в свет вышел четырёхтомник. Первый том включал материалы первого плавания под руководством Филлипа Паркера Кинга. Второй том был посвящён кругосветному плаванию «Бигля». Третий том написал Чарльз Дарвин. Изданный впоследствии отдельно, он стал известен как «Путешествие натуралиста вокруг света на корабле „Бигль“». Поляризация взглядов двух учёных ещё не достигла высокой степени и пока они успешно работают совместно. Дополнительный четвёртый том был приложением ко второму и включал документы плавания (судовой журнал, метеорологический дневник и т. п.), а также замечания Фицроя по различным научным вопросам.
Для уяснения мировоззрения Фицроя отдельный интерес представляют две заключительные главы его отчёта о плавании. Автор убеждённо писал: «Люди сходны по крови, но под влиянием различных климатических условий, различных привычек и различной пищи приобрели различный вид». Фицрой пришёл к выводу, что у всех людей — одна прародина и, изучая течения и господствующие ветры (ведь примитивные суда могли плавать только по ветру) можно установить общую прародину человечества. С помощью этих исследований Фицрой хотел доказать истинность Библии. Последняя глава называлась «Несколько замечаний, имеющих касательство к всемирному потопу». В ней он привёл аргументы в пользу буквального понимания книги «Бытия».
В 1841 году по предложению дяди по материнской линии — 2-го маркиза Лондондерри — Фицрой выставил свою кандидатуру на выборы в парламент от партии тори от Дарема. Избранный в парламент, Фицрой получил назначение старейшиной английской лоцманской ассоциации, исполнявшего обязанности инспектора управления охраны рек и лесов. Им был подготовлен законопроект «Об обязательном экзамене для лиц, желающих занять должность капитана и помощника капитана на торговом судне». В 1850 году была введена обязательная аттестация для этих категорий судоводителей.
Работа капитана Фицроя в парламенте была недолгой. Вскоре он получил предложение занять пост губернатора Новой Зеландии, заменив умершего в 1842 году первого новозеландского губернатора капитана Уильяма Хобсона.

## Губернатор Новой Зеландии
В июле 1843 года новый новозеландский губернатор вместе с семьёй (в это время у него уже было трое малолетних детей) отбыл к месту своего назначения. Настроение Фицроя было вполне филантропическое. В письме Кингу он пишет: «Трудно сказать, что мне предстоит. Мы с женой едем туда по доброй воле, уповая на всевышнего и горя желанием принести пользу коренным новозеландцам. Не думаю, что с ними возникнут какие-нибудь затруднения, зато от белых я не жду ничего хорошего». Впоследствии Кинг писал: «Он оказался жертвой принципов».
Однако действительность оказалась намного сложнее. Новая Зеландия в это время населена немногочисленными белыми поселенцами (приблизительно 15 тысяч) и многочисленными маори, народом храбрым и предприимчивым. Стараниями губернатора Хобсона маори признали британский суверенитет и получили права британских подданных. Однако в планах иных представителей британской короны местному населению отводилась незначительная роль. Эдвард Гиббон Уэйкфилд в 1839 году снарядил на острова экспедицию с целью активной их колонизации. Часть денег для этого предприятия он получил от продажи ещё не принадлежавших ему земель. Несмотря на то, что вначале отношения с местным населением были в общем неплохими, экспансия белых в конце концов натолкнулась на сопротивление маори. Незадолго до прибытия нового губернатора произошло столкновение из-за земли в долине Уаирау. Дело закончилось попыткой арестовать вождя маори, что было воспринято ими как недопустимое унижение. В результате разношёрстный отряд белых колонистов был легко обращён в бегство, а сдавшихся в плен маори, по своему обычаю, убили.
Фицрою досталось тяжёлое наследство. Тем более что он был полон решимости следовать своим филантропическим принципам. В конфликте в Ваирау он признал правоту маори, чем вызвал возмущение колонистов. Но и среди маори его авторитет не укрепился. Его обвинили в слабоволии и те и другие. Однако, когда дело дошло до серьёзных боевых действий, большинство вождей оказалось на стороне губернатора.
Положение усугублялось тяжёлым финансовым положением. Метрополия не желала помогать колониям, считая, что они должны самоокупаться. Фицрой, как и прежде, во время плавания на «Бигле», действовал, нарушая инструкции, и не ставил министерство колоний в известность о своих намерениях. В результате в Лондоне о происходящем знали из других источников, явно настроенных против губернатора, и это вызывало раздражение министра колоний лорда Стенли. Депеши Стенли были полны раздражениями от действий губернатора: «Вы должны были, прежде всего, формулировать свои высказывания крайне осторожно, проводить необходимые меры с твёрдостью и докладывать о них пунктуально».
В свою очередь колонисты послали петиции с просьбой отозвать Фицроя. Петиция Новозеландской компании обвиняла губернатора в деспотизме и выражала желание иметь «более демократичное правление». При этом утверждалось, что Фицрой действует наперекор «общепризнанной практики обращения с туземцами». Но решение об отзыве Фицроя было принято до того, как петиции достигли Лондона. 18 ноября 1845 года он был отозван с поста губернатора Новой Зеландии.

## Глава метеорологического департамента
По возвращении из Новой Зеландии Фицрой в 1847 году был назначен управляющим верфями в Вулвиче, где занимался вопросами парового судостроения. В 1850 году он, сославшись на плохое здоровье, подал в отставку.
В 1851 году избран членом Королевского общества.
В 1853 году в связи с обострением отношений с Россией (Крымская война) некоторое время исполнял обязанности личного секретаря главнокомандующего сухопутными силами Великобритании лорда Хардинга.
В этом же году он принял участие в конференции, посвящённой метеорологии на море, которая проходила в Брюсселе. В 1854 году Комитет по торговле принял решение об учреждении Метеорологического департамента. По рекомендации Королевского общества, Торговый совет главой департамента в должности главного метеоролога-статистика назначил Фицроя. Штат департамента состоял из 3-х человек. Фицрою был присвоен чин контр-адмирала. 
Воспользовавшись своим положением главы метеослужбы, он запустил новаторскую, хотя и весьма спорную программу прогнозирования погоды. Фитцрой вменил в обязанность всем капитанам английских судов наблюдать за погодой, использовать штормгласс, отмечать значение температуры, силы и направления ветра, снимать показания барометров и заносить данные в специально разработанные таблицы. Для этого он добивался снабжения всех судов необходимым оборудованием. На побережье Англии, а также в некоторых европейских стран было создано 24 метеорологические станции. 19 находились в Англии, одна — в Копенгагене, одна в Голландии, две во Франции (Брест и Байен) и ещё одна в Лиссабоне. Станции были соединены с центром службы погоды недавно изобретённым телеграфом Морзе. Сведения о погоде, собранные с этих станций, анализировались в центре службы погоды и на основании этого анализа давались рекомендации. Рекомендации рассылались на станции с помощью телеграфа. Были выпущены первые синоптические карты на основании которых и составлялся прогноз погоды.
Газета «Таймс» начала публикацию первых прогнозов погоды.
В 1862 году была опубликована «Книга о погоде» Роберта Фицроя. В следующем году последовало второе издание. В 1865 году книга была переведена на русский язык и вышла под названием «Практическая метеорология контр-адмирала Фицроя». «Мы живём в воздушном океане, все изменения погоды зависят от солнечного излучения. Нужно помнить, что состояние воздушного океана скорее говорит о будущей погоде, чем о погоде в настоящий момент»,— писал он во введении к своей книге.
Несмотря на безусловную пользу, которую приносила деятельность метеорологического департамента, и здесь Фицрою не удалось избежать весьма острой критики. Причины критики были понятны Фицрою. В отчёте за 1863 год он писал, что к его критикам принадлежат «все заинтересованные в денежной прибыли торговые компании и отдельные лица, которые предпочитают, чтобы рыбаки, не обращая внимания на предостережения, с риском для жизни продолжали заниматься своим опасным делом, лишь бы не платить за простой судна». Другая категория критиков не соглашалась с деятельностью метеорологического департамента по теоретическим соображениям. Тем не менее, критику он воспринимал крайне болезненно.

## Критика Дарвина
В 1859 году вышла книга Чарльза Дарвина «Происхождение видов», наделавшая большой шум в научном сообществе. Фицрой, и ранее не разделявший взглядов Дарвина (об этом между ними были споры ещё на борту «Бигля»), выступил с критикой нового учения. Сначала в «Таймс» появилась статья, подписанная псевдонимом Senex («старик»). В ней автор оспаривал мнение археолога Джона Эванса, что найденные на берегах реки Соммы камни — это топоры, орудия труда людей палеолита, живших 14 000 лет назад. Удивляясь, что вместе с ними не были найдены иные орудия труда, Senex утверждал, что эти камни оставили племена кочевников, утративших свою цивилизацию.
В публичном выступлении на заседании Британской ассоциации содействия науке в Оксфорде 25 июня 1860 года он оспорил утверждение Гексли, что теория Дарвина логически вытекает из фактов, и сообщил, что «часто увещевал своего друга пересмотреть взгляды, идущие вразрез с первой главой книги Бытия».
Для Фицроя наука — ещё одно доказательство верности Священного Писания. В письме Гершелю он пишет: «Астрономия и геология убедительным образом доказывают богоданность Ветхого Завета».

## Болезнь и смерть
В последние годы, у Фицроя, много работавшего, появились признаки переутомления. Доктора настойчиво, но безуспешно, предписывали ему оставить работу и отдохнуть. Его жена в своём дневнике писала: «Он всё время находится в нервном возбуждении, но как только ему становится немного лучше, спешит в департамент, а когда приезжает туда, убеждается, что не может по-настоящему работать». 30 апреля 1865 года 59-летний адмирал Фицрой покончил с собой, перерезав горло бритвой.

## В честь Роберта Фицроя названы
- вид дельфинов, дельфин Фицроя (Delphinus fitzroyi),
- род хвойных южноамериканских деревьев фицройя (Fitzroya),
- один из Фолклендских островов[7],
- гора на границе Аргентины и Чили.
- река в Западной Австралии.
- Т. н. «Барометр Фицроя» (не изобрел, но активно использовал)